# Еловатка
Еловатка — село в Самойловском районе Саратовской области Российской Федерации, административный центр Еловатского муниципального образования.

## География
Село расположено на правом берегу Терсы в южной части района, в 7 км от районного центра Самойловка (11 км по автодорогам) и в 210 км от областного центра города Саратова. Находится в живописном месте у красивой дубравы — Еловатского леса, в балках и по оврагам расположены 9 зарыбленных прудов.

## Население
| 2002 | 2010 |
| ---- | ---- |
| 713  | ↘606 |

Согласно данным переписи на 2010 год в селе проживало 289 мужчин и 317 женщин.

## История
Название Еловатка произошло, видимо, от украинского слова «яловина» — свободная, пустая земля. «Яловатка» — плодородная, мягкая, необработанная земля, на которой осели первопоселенцы. А первая буква в названии изменилась со временем. Хотя жители села — потомки украинцев и сейчас называют свое село «Яловатка».
Советская власть в Еловатке, по рассказам старожилов, была установлена в декабре 1917 года. Первым председателем сельского Совета стал Иван Семенович Шевцов.
450 человек ушли на фронт из Еловатки. Ушедших на фронт мужчин заменили старики, женщины, дети. Разрушенное войной хозяйство пришлось восстанавливать пять долгих лет. 134 имени погибших земляков записаны на Обелиске Славы в центре села.

## Инфраструктура
В населённом пункте действует средняя общеобразовательная школа-филиал, детский сад «Теремок», дом культуры, отделение связи, магазины.
В настоящее время земли сельскохозяйственного назначения обрабатываются крестьянскими (фермерскими) хозяйствами.

## Известные жители
- Коваленко, Пётр Петрович (1919—2008) — советский и российский хирург, доктор медицинских наук, профессор; участник Великой Отечественной войны.

## Примечание
1. 1 2  Всероссийская перепись населения 2010 года. Численность и размещение населения Саратовской области
2. ↑  Новости | Администрация Еловатского муниципального образования Самойловского муниципального района Саратовской области. elovatskoemo.ru. Дата обращения: 5 мая 2018. Архивировано 5 мая 2018 года.
3. ↑  Данные Всероссийской переписи населения 2002 года: таблица № 02c. Численность населения и преобладающая национальность по каждому сельскому населённому пункту. — М.: Росстат, 2004.
4. ↑  Самойловка.RU | Начало XVIII века - возникло село Еловатка. www.samoilovka.ru. Дата обращения: 5 мая 2018. Архивировано из оригинала 20 мая 2018 года.
5. ↑  Главная / 8(84548)4-27-33. elov.okis.ru. Дата обращения: 5 мая 2018. Архивировано 5 мая 2018 года.